# Lambert (Misuri)
Lambert es una villa ubicada en el condado de Scott en el estado estadounidense de Misuri. En el Censo de 2010 tenía una población de 34 habitantes y una densidad poblacional de 257,4 personas por km².

## Geografía
Lambert se encuentra ubicada en las coordenadas 37°5′38″N 89°33′17″O / 37.09389, -89.55472. Según la Oficina del Censo de los Estados Unidos, Lambert tiene una superficie total de 0.13 km², de la cual 0.13 km² corresponden a tierra firme y (0%) 0 km² es agua.

## Demografía
Según el censo de 2010, había 34 personas residiendo en Lambert. La densidad de población era de 257,4 hab./km². De los 34 habitantes, Lambert estaba compuesto por el 100% blancos, el 0% eran afroamericanos, el 0% eran amerindios, el 0% eran asiáticos, el 0% eran isleños del Pacífico, el 0% eran de otras razas y el 0% pertenecían a dos o más razas. Del total de la población el 0% eran hispanos o latinos de cualquier raza.